# She Watched the Sky
She Watched the Sky is de eerste ep van A Skylit Drive uitgebracht door Tragic Hero Records op 23 januari, 2007.

## Nummers
1. Ability To Create A War (1:29)
2. Drown The City (4:44)
3. The All-Star Diaries (4:12)
4. Hey Nightmare, Where Did You Get Them Teeth? (4:55)
5. The Past The Love The Memory (3:00)
6. A Reason For Broken Wings (4:28)
7. According To Columbus (4:29)

## Videoclip
Voor het nummer "Drown The City" is een videoclip gemaakt. De video werd gemaakt door Brianna Campbell en vertoont hoe de band bij een club is en het nummer op de parkeerplaats speelt.